# Impuesto

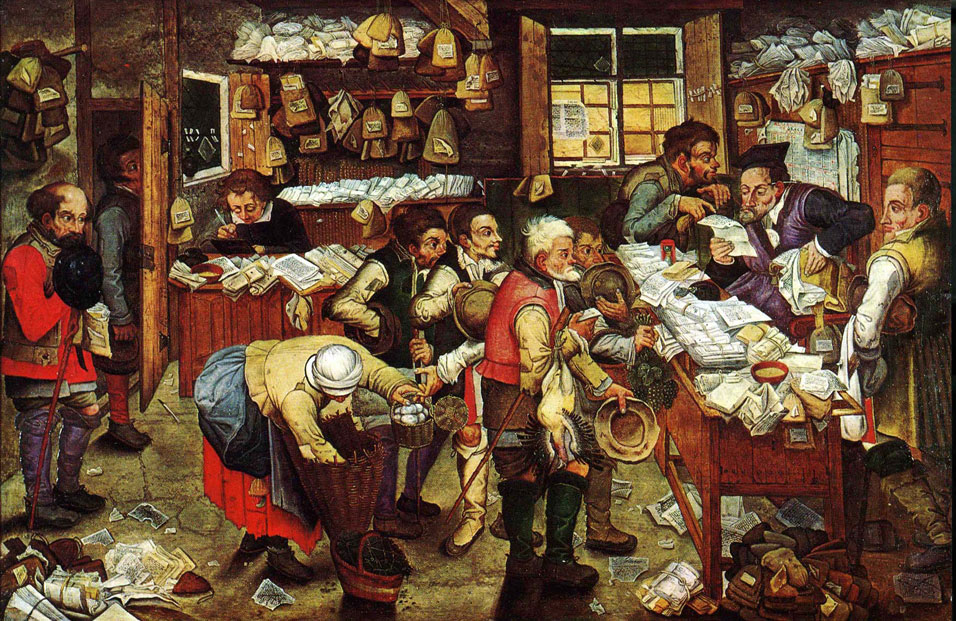
El recaudador de impuestos, obra de Pieter Brueghel el Joven.

El impuesto   es una clase de tributo (obligaciones generalmente pecuniarias en favor del acreedor tributario) regido por derecho público, que se caracteriza por no requerir una contraprestación directa o determinada por parte de la administración hacendaria (acreedor tributario).
En la mayoría de legislaciones, los impuestos  surgen exclusivamente por la “potestad tributaria del Estado” el que se constituye en el acreedor. Generalmente los impuestos son cargas obligatorias para las personas y empresas. Un principio rector, denominado “capacidad contributiva”, sugiere que quienes más tienen deben aportar en mayor medida al financiamiento estatal, para consagrar el principio constitucional de equidad y el principio social de la libertad.
El principal objetivo de los impuestos es financiar el gasto público: construcción de infraestructuras (de transporte, distribución de energía), prestar los servicios públicos de sanidad, educación, seguridad ciudadana, policía, defensa, sistemas de protección social (jubilación, prestaciones por desempleo,  discapacidad), etc. 
En ocasiones, en la base del establecimiento del impuesto se encuentran otras causas, como disuadir de la compra de determinado producto (por ejemplo, tabaco) o fomentar o desalentar determinadas actividades económicas. De esta manera, se puede definir la figura tributaria como una exacción pecuniaria forzosa para los que están en el hecho imponible. 
La reglamentación de los impuestos se denomina sistema fiscal o fiscalidad.

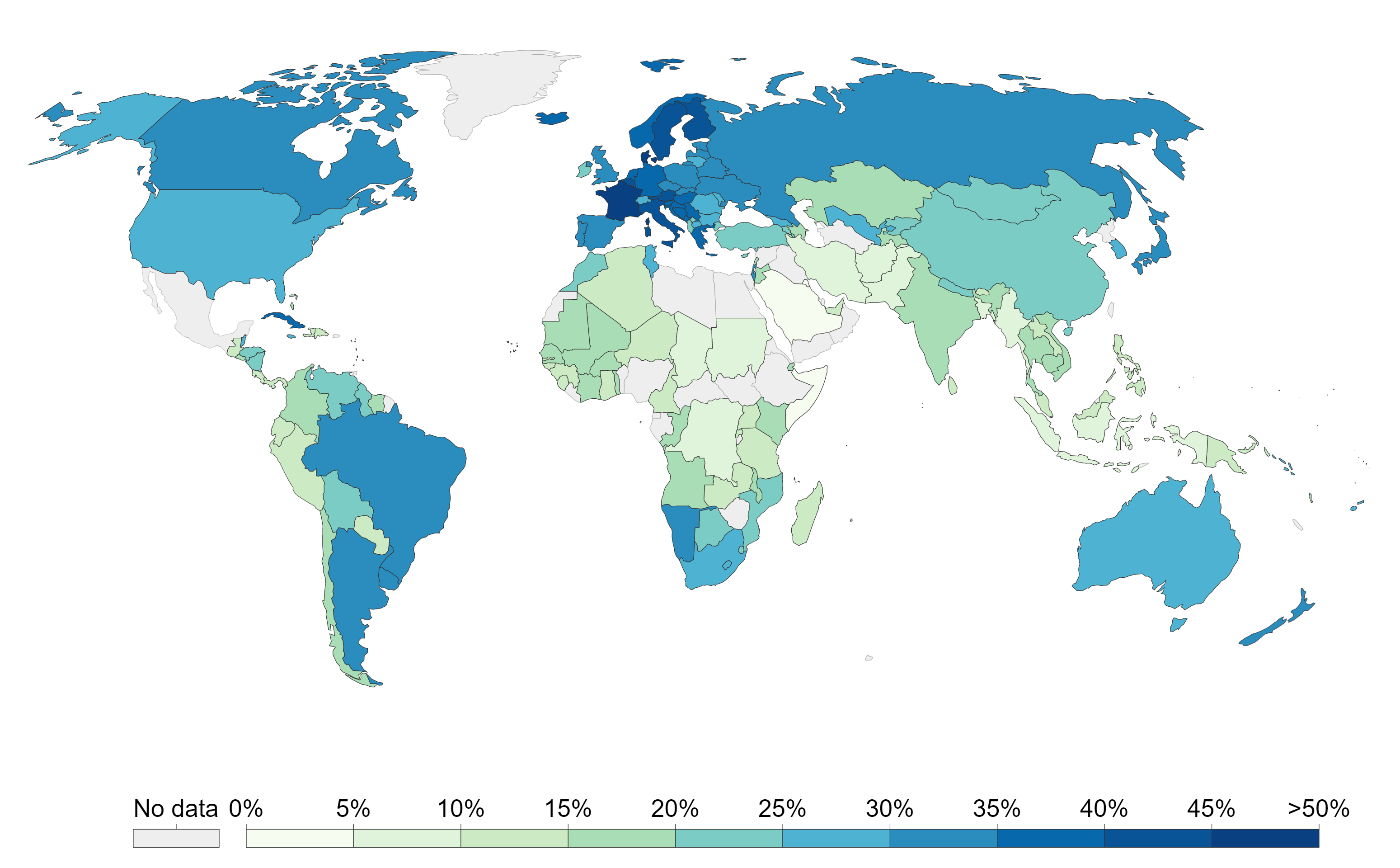
Ingresos totales por impuestos directos e indirectos y contribuciones sociales expresados como porcentaje del PIB en 2017.

## Historia

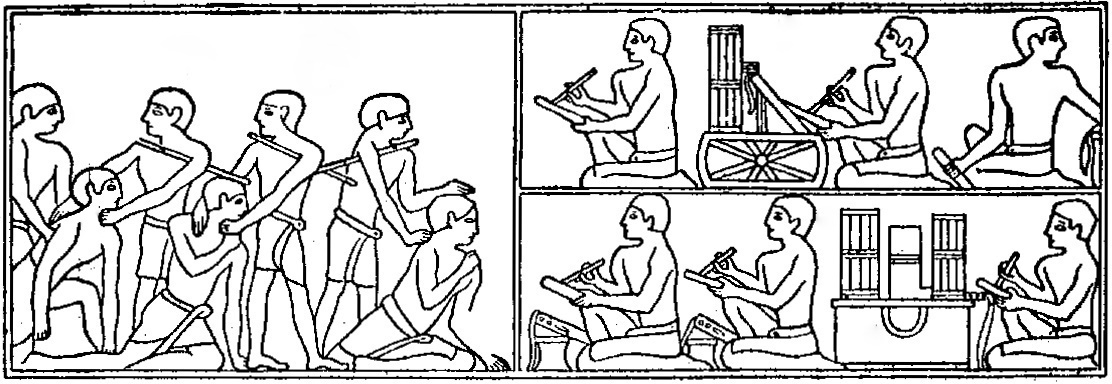
Campesinos egipcios decomisados por no pagar impuestos. (Antiguo Egipto, Edad de las pirámides)

El primer sistema de impuestos conocido fue en el Antiguo Egipto alrededor de 3000-2800 AC, en la Primera Dinastía del Antiguo Reino de Egipto. Las formas de impuestos más antiguas y más extendidas fueron la corvea y el diezmo. La corvée era trabajo forzoso proporcionado al estado por campesinos demasiado pobres para pagar otras formas de impuestos (trabajo en el antiguo egipcio es sinónimo de impuestos). Los registros de la época documentan que el faraón realizaría una gira bienal por el reino, recogiendo los diezmos del pueblo. Otros registros son recibos de graneros en escamas de piedra caliza y papiro.  Los impuestos primitivos también se describen en la Biblia. En Génesis (capítulo 47, versículo 24 - la Nueva Versión Internacional), dice "Pero cuando llegue la cosecha, dale una quinta parte al Faraón. Las otras cuatro quintas partes las puedes guardar como semilla para los campos y como alimento para ustedes mismos y sus hogares y sus hijos". Samgharitr es el nombre mencionado para el recaudador de impuestos en los textos védicos. En Hattusa, la capital del Imperio hitita, los granos se recolectaban como impuesto de las tierras circundantes y se almacenaban en silos como muestra de la riqueza del rey.
En el Imperio Persa, Darío I el Grande introdujo un sistema fiscal regulado y sostenible en el 500 a. C. el sistema de impuestos persa se adaptó a cada satrapía (el área gobernada por un sátrapa o gobernador provincial). En diferentes momentos, hubo entre 20 y 30 Satrapías en el Imperio y cada una fue evaluada de acuerdo con su supuesta productividad. Era responsabilidad del Sátrapa cobrar el monto adeudado y enviarlo a la tesorería, después de deducir sus gastos (los gastos y el poder de decidir precisamente cómo y de quién recaudar el dinero en la provincia, ofrecen la máxima oportunidad para que los ricos acumulen ganancias). Las cantidades demandadas a las distintas provincias dieron una imagen vívida de su potencial económico. Por ejemplo, se evaluó a Babilonia por la mayor cantidad y por una sorprendente mezcla de productos; 1000 talentos de plata y suministro de alimentos para el ejército para cuatro meses. India, una provincia legendaria por su oro, iba a suministrar polvo de oro equivalente en valor a la gran cantidad de 4.680 talentos de plata. Egipto era conocido por la riqueza de sus cosechas; iba a ser el granero del Imperio Persa (y, más tarde, del Imperio Romano) y debía proporcionar 120.000 medidas de grano además de 700 talentos de plata. Este impuesto se aplicaba exclusivamente a las satrapías en función de sus tierras, capacidad productiva y niveles de tributos.
La Piedra Rosetta, una concesión fiscal otorgada por Ptolomeo V en 196 a. C. y escrita en tres idiomas "condujo al desciframiento más famoso de la historia: el descifrado de los jeroglíficos".
Los gobernantes islámicos impusieron Zakat (un impuesto a los musulmanes) y Jizya (un impuesto de capitación sobre los no musulmanes conquistados). En India, esta práctica comenzó en el siglo XI.

### Tendencias
Numerosos registros de recaudación de impuestos gubernamentales en Europa desde al menos el siglo XVII todavía están disponibles en la actualidad. Pero los niveles de impuestos son difíciles de comparar con el tamaño y el flujo de la economía, ya que las cifras de producción no están tan fácilmente disponibles. Los gastos e ingresos del gobierno en Francia durante el siglo XVII pasaron de alrededor de 24,30 millones de libras en 1600–10 a alrededor de 126,86 millones de libras en 1650–59 a alrededor de 117,99 millones de libras en 1700–10 cuando la deuda pública alcanzó los 1,6 mil millones de libras. En 1780-1789, alcanzó los 421,50 millones de libras. Los impuestos como porcentaje de la producción de bienes finales pueden haber alcanzado el 15-20% durante el siglo XVII en lugares como Francia, los Países Bajos y Escandinavia. Durante los años llenos de guerra del siglo XVIII y principios del XIX, las tasas impositivas en Europa aumentaron drásticamente a medida que la guerra se encarecía y los gobiernos se volvían más centralizados y adeptos a la recaudación de impuestos. Este aumento fue mayor en Inglaterra, Peter Mathias y Patrick O'Brien descubrieron que la carga fiscal aumentó en un 85% durante este período. Otro estudio confirmó este número, encontrando que los ingresos fiscales per cápita se habían multiplicado casi por seis durante el siglo XVIII, pero que el crecimiento económico constante había hecho que la carga real sobre cada individuo solo se duplicara durante este período antes de la revolución industrial. Las tasas impositivas efectivas eran más altas en Gran Bretaña que en Francia los años antes de la Revolución Francesa, dos veces en comparación con el ingreso per cápita, pero en su mayoría se colocaron en el comercio internacional. En Francia, los impuestos eran más bajos, pero la carga recaía principalmente sobre los terratenientes, las personas y el comercio interno y, por lo tanto, creó mucho más resentimiento.
La fiscalidad como porcentaje del PIB en 2016 fue del 45,9% en Dinamarca , el 45,3% en Francia, el 33,2% en el Reino Unido , el 26% en los Estados Unidos y entre todos los miembros de la OCDE una media del 34,3%.

### Modalidades
En las economías monetarias anteriores a la banca fiduciaria, una forma crítica de impuestos era el señoreaje, el impuesto sobre la creación de dinero.
Otras formas obsoletas de impuestos incluyen:
- Escuage, que se paga en lugar del servicio militar; estrictamente hablando, se trata de una conmutación de una obligación no tributaria más que de un impuesto como tal, pero que funciona como un impuesto en la práctica.
- Tallage, un impuesto a los dependientes feudales.
- Diezmo, un pago similar a un impuesto (una décima parte de las ganancias o productos agrícolas), pagado a la Iglesia (y por lo tanto, demasiado específico para ser un impuesto en términos técnicos estrictos). Esto no debe confundirse con la práctica moderna del mismo nombre, que normalmente es voluntaria.
- Ayudas (feudales), un tipo de impuesto o adeudo que pagaba un vasallo a su señor durante la época feudal.
- Danegeld, un impuesto territorial medieval originalmente recaudado para pagar las incursiones danesas y luego utilizado para financiar gastos militares.
- Carucage, un impuesto que reemplazó al Danegeld en Inglaterra.
- Explotación fiscal, el principio de asignar la responsabilidad de la recaudación de impuestos a los ciudadanos o grupos privados.
- Socage, un sistema tributario feudal basado en la renta de la tierra.
- Burgage, un sistema tributario feudal basado en la renta de la tierra.

Algunos principados gravaron las ventanas, puertas o gabinetes para reducir el consumo de vidrio y ferretería importados. Armarios y aparadores fueron empleados para evadir impuestos en puertas y armarios. En algunas circunstancias, los impuestos también se utilizan para hacer cumplir las políticas públicas, como la tasa de congestión (para reducir el tráfico por carretera y fomentar el transporte público) en Londres. En la Rusia zarista, se impusieron impuestos a las barbas. 
Hoy en día, uno de los sistemas fiscales más complicados del mundo se encuentra en Alemania.[cita requerida] Tres cuartas partes de la literatura fiscal mundial se refiere al sistema alemán.[cita requerida] Bajo el sistema alemán, hay 118 leyes, 185 formularios y 96,000 regulaciones, gastando €3.7 mil millones para recaudar el impuesto sobre la renta. En los Estados Unidos, el IRS tiene alrededor de 1.177 formularios e instrucciones, 28.4111 megabytes del Internal Revenue Code que contenía 3.8 millones de palabras al 1 de febrero de 2010, numerosas regulaciones tributarias en el Código de Regulaciones Federales, y material complementario en el Boletín de Rentas Internas. En la actualidad, los gobiernos de las economías más avanzadas (es decir, Europa y América del Norte) tienden a depender más de los impuestos directos, mientras que las economías en desarrollo (es decir, varios países africanos) dependen más de los impuestos indirectos.

## Finalidades
- Fines fiscales: es la aplicación de un impuesto que para satisfacer una necesidad pública de manera indirecta. Es decir, se recauda y lo producido de la recaudación (el dinero) se aplica en gastos para financiar diversos servicios públicos.
- Fines extrafiscales: es la aplicación de un impuesto para satisfacer una necesidad pública o interés público de manera directa. Un ejemplo son los impuestos a los cigarrillos y a las bebidas alcohólicas.
- Fines mixtos:  es la finalidad de búsqueda conjunta de los dos fines anteriores.

## Elementos del impuesto

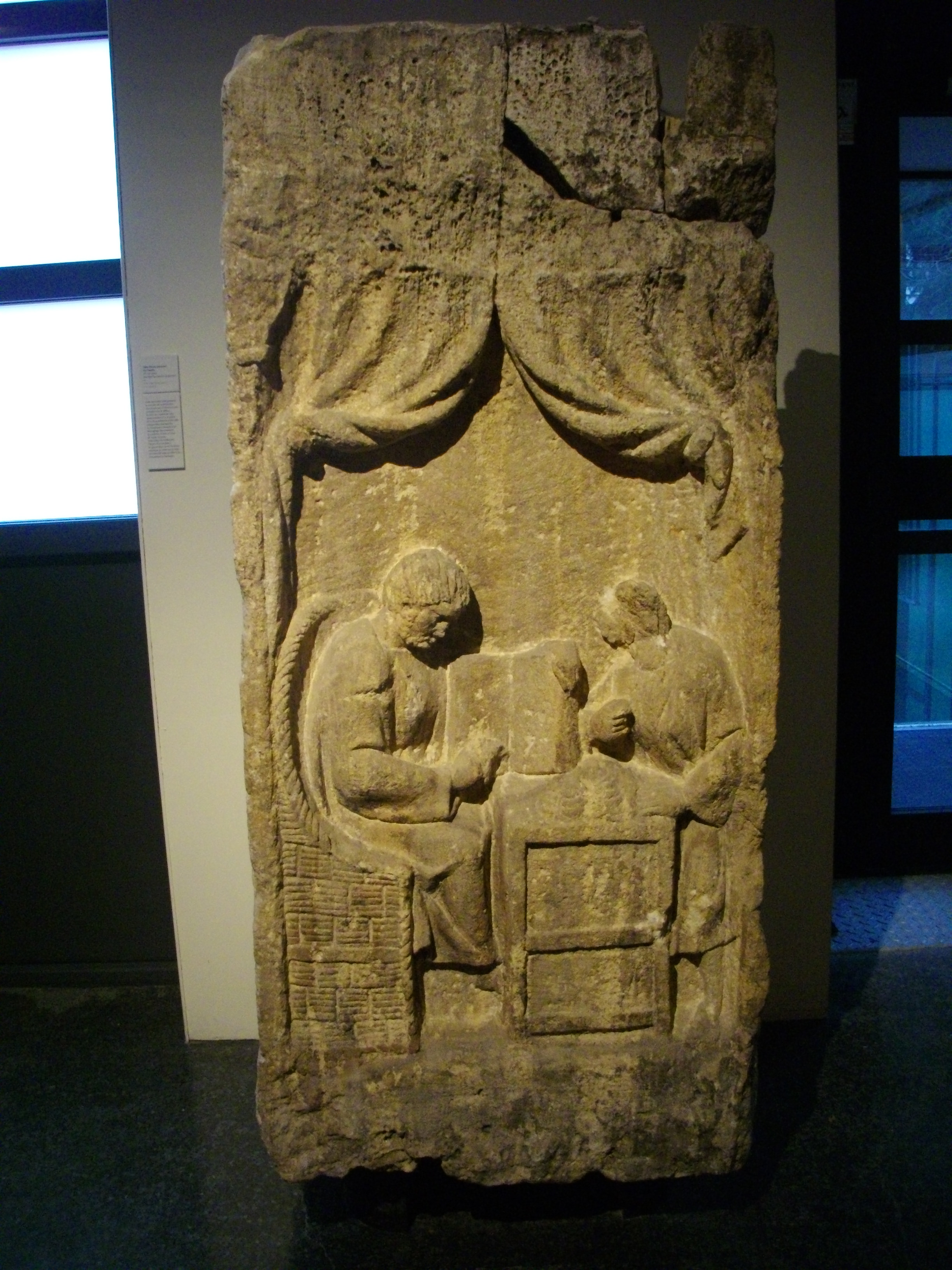
Pago de impuestos, caliza de Jaumont, II - III siglo, Metz, conservada en Musée de la Cour d'Or.

- Hecho imponible: Aquella circunstancia cuya realización, de acuerdo con la ley, origina la obligación tributaria. Son hechos imponibles comunes la obtención de una renta, la venta de bienes y la prestación de servicios, la propiedad de bienes y la titularidad de derechos económicos, la adquisición de bienes y derechos por herencia o donación.
- Sujeto pasivo: el que debe, es la persona natural o jurídica que está obligada por ley al cumplimiento de las prestaciones tributarias. Se distingue entre contribuyente, al que la ley impone la carga tributaria, y responsable legal o sustituto del contribuyente que está obligado al cumplimiento material o formal de la obligación.
- Sujeto activo: es la entidad administrativa beneficiada directamente por el recaudo del impuesto, quien hace figurar en su presupuesto los ingresos por el respectivo tributo. En el caso colombiano, por ejemplo, los sujetos activos son administraciones de carácter territorial de orden nacional, departamental, municipal o distrital, a los que la creación del tributo define en un caso u otro como destinatarios.
- Base imponible: es la cuantificación y valoración del hecho imponible y determina la obligación tributaria. Se trata de una cantidad de dinero, pero puede también tratarse de otros signos, como el número de personas que viven en una vivienda, litros de gasolina, litros de alcohol o número de cigarros.
- Tipo de gravamen: es la proporción que se aplica sobre la base imponible con objeto de calcular el gravamen. Dicha proporción puede ser fija o variable.
- Cuota tributaria: Aquella cantidad que representa el gravamen y puede ser una cantidad fija o el resultado de multiplicar el tipo impositivo por la base imponible.
- Deuda tributaria: es el resultado final luego de reducir la cuota con posibles deducciones y de incrementarse con posibles recargos, que debe ser emposada (pagada) al sujeto activo según las normas y procedimientos establecidos para tal efecto.

## Principios fundamentales de los impuestos
Una de las preocupaciones fundamentales de la Hacienda Pública ha sido determinar los criterios y principios que deben regir un sistema impositivo, para que sea calificado de óptimo. No existe sin embargo acuerdo sobre cuáles han de ser estos principios, los más extendidos son:
- Principio de eficiencia económica: consiste en que el rendimiento del impuesto debe ser lo mayor posible, y su recaudación no debe ser gravosa.
- Principio de justicia: consiste en que los habitantes de una nación deben contribuir al sostenimiento del gobierno en una proporción lo más cercana posible a sus capacidades económicas y de la observancia o menosprecio de esta máxima depende la equidad o falta de equidad en la imposición.
- Principio de certidumbre: todo impuesto debe poseer fijeza en sus elementos esenciales (objeto, sujeto, exenciones, tarifa, época de pago, infracciones y sanciones), para evitar actos arbitrarios de la autoridad.
- Principio de comodidad o sencillez administrativa: todo impuesto debe recaudarse en la época y en la forma en las que es más probable que obtenga a su pago el contribuyente. Es preciso comprobar de qué manera los costes de administración de un sistema fiscal compensan las mejoras esperadas de eficiencia o equidad.

## Clases de impuestos

### Tasas de impuestos y tipo impositivo

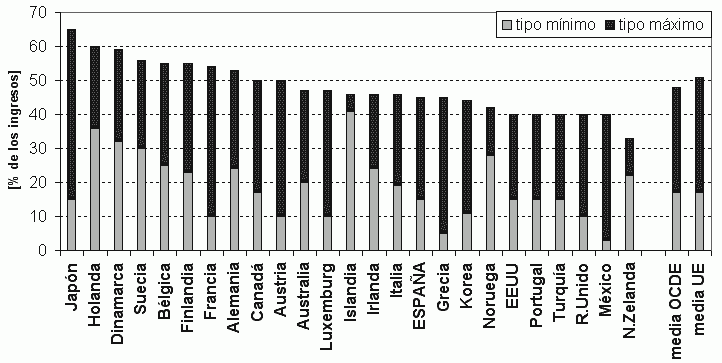
Tipos impositivos máximos y mínimos en los países de la OCDE, 2005.

Los impuestos son generalmente calculados con base en porcentajes, denominado tipo de gravamen, tasas de impuestos o alícuotas, sobre un valor particular, la base imponible. Se distingue: 
- Impuesto proporcional o plano, cuando el porcentaje no es dependiente de la base imponible o la renta del individuo sujeto a impuestos.
- Impuesto progresivo, cuanto mayor es la ganancia o renta, mayor es el porcentaje de impuestos sobre la base.
- Impuesto regresivo, cuanto mayor es la ganancia o renta, menor es el porcentaje de impuestos que debe pagarse sobre el total de la base imponible.

Los impuestos progresivos reducen el agobio sobre personas de ingresos menores, ya que ellos pagan un menor porcentaje sobre sus ganancias. Esto puede ser visto como algo bueno en sí mismo o puede ser hecho por razones pragmáticas, ya que requiere menores registros y complejidad para personas con menores negocios. A veces se califica de impuesto progresivo o regresivo a un impuesto cuyos efectos puedan ser más favorables o desfavorables sobre las personas de rentas menores, pero este uso informal del término no admite una definición clara de regresividad o progresividad.
La discusión sobre la progresividad o la regresividad de un impuesto está vinculada al principio tributario de “equidad”, que a su vez remite al principio de “capacidad tributaria” o contributiva. La Constitución de la Nación Argentina (art. 16) reza: “La igualdad es la base del impuesto y las cargas públicas”, lo que la doctrina entendió como “igualdad de esfuerzos” o “igualdad entre iguales”. Se desprende así el concepto de equidad horizontal y vertical del impuesto. La equidad horizontal indica que, a igual renta, consumo o patrimonio, los contribuyentes deben aportar al fisco en igual medida. La equidad vertical indica que, a mayor renta, consumo o patrimonio, debe aportarse en mayor medida, es decir, a tasas más altas, para conseguir la “igualdad de esfuerzos”. Basándose en este último concepto, es que se ha generalizado el uso del término “regresividad” para calificar a los impuestos que exigen un mayor esfuerzo contributivo a quienes menos capacidad tributaria tienen. Es el caso del IVA, que siendo un impuesto plano en su alícuota, al gravar productos de primera necesidad impone un esfuerzo tributario mayor a las clases bajas.

### Impuestos directos e indirectos

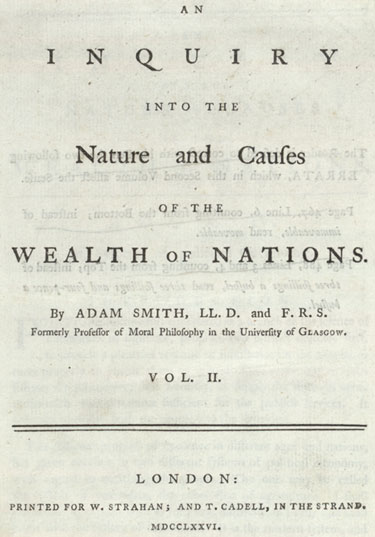
Portada de la obra La riqueza de las naciones, de Adam Smith, 1776.

Según un criterio recaudatorio o administrativo, los impuestos tradicionalmente se han dividido en dos clases: directos e indirectos. Los impuestos directos se caracterizan porque gravan la obtención de renta o la posesión de patrimonio y existe una relación directa y periódica entre la Administración Tributaria y el contribuyente; tales como los impuestos sobre la renta, los impuestos sobre el patrimonio, impuesto de sucesiones, los impuestos sobre transferencia de bienes a título gratuito, los impuestos sobre Bienes Inmuebles, sobre la posesión de vehículos, animales, etc.
Por el contrario, los impuestos indirectos gravan la utilización o consumo de la renta, así como determinadas transmisiones patrimoniales que no se desarrollan dentro del tráfico mercantil y existe una relación indirecta entre el contribuyente y la administración.  El impuesto indirecto más importante es el impuesto al valor agregado (IVA) que constituye una parte importante de los ingresos tributarios en muchos países del mundo. Históricamente, es el caso de la alcabala castellana del Antiguo Régimen y de los consumos del siglo XIX.

### Impuestos objetivos y subjetivos
Son impuestos objetivos aquellos que gravan una manifestación de riqueza sin tener en cuenta las circunstancias personales del sujeto que debe pagar el impuesto, por el contrario son impuestos subjetivos, aquellos que al establecer el gravamen sí tienen en cuenta las circunstancias de la persona que ha de hacer frente al pago del mismo. Un claro ejemplo de impuesto subjetivo es el Impuesto sobre la renta, porque normalmente en este impuesto se modula diversas circunstancias de la persona como pueden ser su minusvalía o el número de hijos para establecer la cuota a pagar, por el contrario el impuesto sobre la cerveza es un impuesto objetivo porque se establece en función de los litros producidos de cerveza sin tener en cuenta las circunstancias personales del sujeto pasivo.

### Impuestos reales e impuestos personales
Según el sujeto pasivo, los impuestos se dividen en personales y reales. Los primeros recaen sobre la renta total o conjunto patrimonial cuya titularidad está referida a una persona física o jurídica, y además se adaptan a la capacidad de pago personal del contribuyente al tener en cuenta sus circunstancias personales o específicas; por ejemplo el IRPF, el impuesto sobre sociedades, el impuesto sobre sucesiones y donaciones o el impuesto sobre el patrimonio. En este sentido, en el caso de dos contribuyentes que obtengan el mismo nivel de ingresos, aquél que tenga mayores cargas familiares o una situación personal más adversa pagará un menor importe en concepto de IRPF.
Los impuestos reales gravan manifestaciones separadas de la capacidad económicas sin ponerla en relación con una determinada persona. Los impuestos se convierten en personales cuando gravan una manifestación de capacidad económica puesto en relación con una persona determinada.
Un impuesto sobre la renta puede ser de carácter real si grava separadamente los salarios, los beneficios empresariales, los alquileres o los intereses obtenidos. Sin embargo, este gravamen será personal cuando recaiga sobre el conjunto de la rentas de una persona. El impuesto sobre la renta de los no residentes que grava las rentas obtenidas por las personas en un país por personas que no son residentes en ese país, suelen ser de carácter real, los no residentes deben presentar una declaración de este impuesto por cada renta que obtienen en el país.
Los impuestos personales pueden subjetivizarse de manera más fácil y adecuada, al gravar de manera más completa a un sujeto, pero no tiene porque ser así, por ejemplo podemos adoptar un impuesto sobre los salarios (por tanto real) que tenga en cuenta en su gravamen las circunstancias familiares (número de hijos, minusvalías físicas etc) y por tanto tenga carácter subjetivo.

### Impuestos instantáneos e impuestos periódicos
En los impuestos instantáneos, el hecho imponible se realiza en un determinado momento del tiempo de manera esporádica, por ejemplo la compra de un inmueble o recibir una donación de otra persona. En los impuestos periódicos, el hecho imponible se prolonga de manera indefinida en el tiempo, en estos casos, el legislador fracciona su duración en el tiempo en diferentes periodos impositivos. El impuesto sobre la renta grava la renta que es un fenómeno continuo, pero la ley la grava anualmente.

## Tipos de impuestos
La clasificación de impuestos de la OCDE es la siguiente:
- Impuestos sobre la renta (ISR), los beneficios y las ganancias de capital
  - Impuestos individuales sobre la renta, beneficios y ganancias de capital
  - Impuestos sobre la renta de las sociedades, beneficios y ganancias de capital
  - Otros
- Contribuciones a la Seguridad Social
  - Trabajadores
  - Empresarios
  - Autónomos y empleados
- Impuestos sobre nóminas de trabajadores y mano de obra
- Impuestos sobre la propiedad
  - Impuestos periódicos sobre la propiedad inmobiliaria
  - Impuestos periódicos sobre la riqueza neta
  - Impuestos sobre herencias, sucesiones y donaciones
  - Impuestos sobre transacciones financieras y de capital
  - Impuestos no periódicos.
- Impuestos sobre bienes y servicios
  - Impuestos sobre producción, venta, transferencias, arrendamiento y distribución de bienes y prestación de servicios.
  - Impuestos sobre bienes y servicios específicos
  - Impuestos sobre uso o permiso de uso o desarrollo de actividades relacionadas con bienes específicos (licencias).
- Otros impuestos
  - Pagados exclusivamente por negocios
  - Otros

### Ejemplos de impuestos existentes
- Impuesto sobre el Valor Agregado o Añadido (IVA): se aplica a artículos vendidos y, según el producto, varía la carga del impuesto. En España es del 21 %, en Alemania del 19 %, en Suiza del 8 %. En Guatemala es del 12 %. En México, por ejemplo, aumentó del 15 al 16 % (incluyendo las franjas fronterizas al norte y sur del país, donde, hasta el año 2013, se tenía una tasa preferencial del 11 %). En Argentina es del 21 % (con algunas pocas excepciones en algunos productos). En Chile es del 19 %, en Perú del 18 %, en Paraguay del 10 %, en Ecuador del 12 % y en El Salvador del 13 % (con ciertos aspectos, como salud pública o transporte, libres de este impuesto). En Uruguay, la tasa básica es del 22 %, y la tasa mínima del 10 % (que grava la circulación de artículos de primera necesidad y la prestación de servicios de salud). En Venezuela es del 16 %, en Estados Unidos es diferente en cada estado, y oscila entre un 5 % y un 8 %, en Colombia es del 19%.
- Impuesto sobre la Renta de Personas Físicas (IRPF)
- Impuesto sobre la Renta de No Residentes
- Impuesto sobre Sociedades (IS)
- Impuesto sobre el Patrimonio
- Impuesto sobre las Primas de Seguros
- Impuesto de la tenencia o uso de vehículos
- Impuesto sobre hidrocarburos: se aplica a los carburantes.
- Impuesto sobre Sucesiones y Donaciones
- Impuesto sobre Transmisiones Patrimoniales Onerosas (España)
- Impuesto al Alcohol
- Impuesto al Tabaco
- Impuestos sobre el juego
- Impuesto sobre Actividades Económicas
- Impuestos de los Ayuntamientos
- Impuesto a la ganancia presunta, un impuesto de emergencia en Argentina.
- Impuesto a los Depósitos en Efectivo (IDE,) en México.
- Impuesto Empresarial a Tasa Única (IETU), en México.

## Efectos económicos de los impuestos
El establecimiento de un impuesto supone una disminución de su renta disponible de un agente, esto puede producir una variación de la conducta del agente económico. En cuanto al efecto sobre la renta nacional el efecto puede ser favorable o desfavorable de acuerdo con el modelo IS-LM.
Por otro lado, algunos impuestos al incidir sobre el precio de los productos que gravan, es posible que los productores deseen pasar la cuenta del pago del impuesto a los consumidores, a través de una elevación en los precios.

### Percusión
Los impuestos son pagados por los sujetos a quienes las leyes imponen las obligaciones correspondientes. Este hecho no tiene solamente un significado jurídico, ya que el pago del impuesto impone al sujeto la necesidad de disponer de las cantidades líquidas para efectuarlo lo que, a veces, involucra también la necesidad de acudir al crédito en sus diversas formas. Todo ello trae con sigo consecuencias en la conducta económica del contribuyente y alteraciones en el mercado.

### Transferencia o traslación
Se da cuando el sujeto de iure, es decir, aquel sujeto obligado por la ley al pago del impuesto traslada a un tercero (sujeto de facto) mediante la subida del precio, la cuantía del tributo, de modo que se resarce de la carga del impuesto. 
Este es un efecto económico y no jurídico, porque se traslada la carga económica pero no la obligación tributaria: a quien coaccionará el Estado para cobrarle será al sujeto de iure y no al de facto, con quien no tiene ningún vínculo.

### Incidencia
Se da por:
- Vía Directa: igual a la percusión.

El sujeto de jure se confunde con el sujeto de facto, porque la incidencia es hacia el sujeto pensado en la norma por su capacidad contributiva.
- Vía Indirecta: es la misma que traslación.

El impuesto incide en un sujeto por vía indirecta.

### Difusión
- Fenómeno general que se manifiesta por las lentas, sucesivas y fluctuantes modificaciones en los precios, en el consumo y en el ahorro.
- Los impuestos en conjunto tienen un efecto real y cierto en la economía de los particulares.

Ejemplos: 
Impuestos Directos: ahorramos menos por pagar la renta.
Impuestos Indirectos: inciden en el precio final de los productos: se puede consumir menos.

### Amortización
- Uno de los efectos de los impuestos, que no es de carácter general sino peculiar de los impuestos reales que gravan permanentemente el crédito de los capitales durablemente invertidos y que, en cierto modo, distinto de la incidencia, se denomina amortización del impuesto.

## Impuestos y otros tributos
En la mayoría de los sistemas impositivos estatales se distinguen al menos tres figuras de tributos: el impuesto, la tasa y la contribución especial.
Existen tres clásicos criterios para distinguir el impuesto de la tasa:
- Medio de financiación: Según este criterio, los impuestos son el medio de financiación de Servicios Públicos Indivisibles (los que no pueden determinarse el grado de beneficio para quien lo goza), y las Tasas son el medio de financiación de Servicios públicos divisibles (los que pueden determinarse el grado de beneficio de quien lo goza). Se critica a este criterio de que los servicios públicos divisibles son financiados indistintamente por impuestos o tasas.
- Grado de beneficio: Según este criterio, en el pago del Impuesto no hay contraprestación por parte de Estado, en cambio con el pago de Tasas si hay una contraprestación, sin importar que sea efectiva o potencial.
- Causa: Según este criterio, el impuesto tiene como causa la capacidad contributiva o más bien dicho la comisión del hecho imponible, en cambio la tasa tiene como causa el uso efectivo o potencial de servicios públicos.